# Kalamansig
Kalamansig is een gemeente in de Filipijnse provincie Sultan Kudarat op het eiland Mindanao. Bij de laatste census in 2007 had de gemeente ruim 45 duizend inwoners.

## Geografie

### Bestuurlijke indeling
Kalamansig is onderverdeeld in de volgende 15 barangays:
| - Bantogon - Cadiz - Datu Ito Andong - Datu Wasay - Dumangas Nuevo - Hinalaan - Limulan - Nalilidan | - Obial - Pag-asa - Paril - Poblacion - Sabanal - Sangay - Santa Maria |

## Demografie
Kalamansig had bij de census van 2007 een inwoneraantal van 45.263 mensen. Dit zijn 618 mensen (1,4%) meer dan bij de vorige census van 2000. De gemiddelde jaarlijkse groei komt daarmee uit op 0,19%, hetgeen lager is dan het landelijk jaarlijks gemiddelde over deze periode (2,04%). Vergeleken met de census van 1995 is het aantal mensen met 9.363 (26,1%) toegenomen.

De bevolkingsdichtheid van Kalamansig was ten tijde van de laatste census, met 45.263 inwoners op 699,2 km², 51,3 mensen per km².